# 格陵兰徽章
格陵兰徽标，是格陵兰的正式徽标，由本地艺术家延斯·克里斯蒂安·罗辛设计，并于1989年5月1日被正式采用。
徽标中的北极熊象征着格陵兰广袤的苔原，蓝色象征大西洋和北冰洋。同传统纹章学的惯例不同，徽标中的北极熊扬起的是左前爪，而不是右前爪，这是由于真实中的北极熊都是左撇子，他们在摆出相同姿势时往往都会选择左爪。
早在19世纪早期，格陵兰就制定了自己的徽标，1905年，其宗主国丹麦甚至承认印有格陵兰徽标的邮戳，以体现当地自治的地位。但是1938年，丹麦王家邮政控制了格陵兰全部的邮政系统，便以丹麦国王克里斯蒂安十世的头像取代了格陵兰当地的景物作为邮票图案，格陵兰徽标也退出了正式使用。